# Leptochilus nigroclypeus
Leptochilus nigroclypeus är en stekelart som beskrevs av Gusenleitner 1985. Leptochilus nigroclypeus ingår i släktet Leptochilus och familjen Eumenidae. Inga underarter finns listade i Catalogue of Life.